# John Bigman Jones
John Bigman Jones è un personaggio immaginario del Ciclo di Lucky Starr creato dallo scrittore di fantascienza Isaac Asimov ed è il migliore amico del protagonista. Si fa chiamare soltanto "Bigman" nonostante sia più basso della media (1,55  m in "Lucky Starr e gli oceani di Venere" e in "Lucky Starr e le lune di Giove", 1,58  m in "Lucky Starr e il grande sole di Mercurio"). La bassa statura è fonte per lui di continue provocazioni, a cui risponde comunque con decisione e coraggio, anche se la maggior parte delle volte troppo impulsivamente.
John Bigman Jones compare per la prima volta nel primo romanzo della serie, Lucky Starr, il vagabondo dello spazio, ambientato su Marte. L'incontro casuale col protagonista avviene ad un'agenzia di collocamento su Marte, dove prende in simpatia Lucky Starr perché lo difende in una scaramuccia.
Dopo le vicende di questo romanzo, in cui supporta il protagonista molto spesso, si instaura tra lui e Lucky Starr una forte amicizia, e gli altri libri della serie lo vedranno sempre presente, a volte quasi come co-protagonista.

Rappresenta il contraltare del protagonista: impulsivo e collerico, sempre pronto all'azione, spesso rude in linea con la sua estrazione di coltivatore marziano, non è tuttavia uno stupido né un isterico, e sa perfettamente badare a sé stesso, utilizzando le sue qualità (segnatamente agilità e precisione nel tiro con le armi) per supplire alla sua minore caratura fisica.